# 大前力也
大前 力也（おおまえ りきや、1984年9月10日 - ）は、日本の男性元プロキックボクサー。広島県尾道市出身。

## 経歴
広島県尾道市で生まれる。小学生から地元尾道の空修会館で空手をはじめる。同門に、山本優弥、平谷法之、神垣太輔。
如水館高等学校在学中の2002年5月、新空手の全日本大会で平谷法之と、史上初となる同門決勝を行う。
龍谷大学在学中は、ボクシング部で、帝里木下と同期。
2006年5月の新空手全日本大会軽量級にて優勝。王者となる。 
翌、2007年5月、同大会で、小山泰明に判定負けし、連覇を逃す。。
同年7月29日、全日本キックボクシング連盟にて、瀧谷渉太、卜部弘嵩らとデビュー。
２戦目となる10月6日、全日本キックボクシング連盟、CUB☆KICK'S-8にて、上杉隼土に判定勝ちし、プロ初勝利を上げる。
2011年8月14日、Krush.11にて、結城将人に2R、K.O勝ち。オープニングファイトながら、大会MVPに輝く。
同年12月、Krush.14、匠戦で引退。
現在は、Twitterに力を注いでいる。

## 主な獲得タイトル
- 全日本新空手K-2軽量級王者（2006)